# Potentilla crinita
Potentilla crinita är en rosväxtart som beskrevs av Asa Gray. Potentilla crinita ingår i Fingerörtssläktet som ingår i familjen rosväxter. Utöver nominatformen finns också underarten P. c. lemmonii.